# 마동초등학교 장선분교
마동초등학교 장선분교는 대한민국 충청남도 서천군 마서면 장선리 122-1에 있었던 공립 초등학교이다.

## 학교 연혁
- 1946년 11월 20일 마동국민학교 장선분교장 인가
- 1948년 7월 20일 교사 3.5실 신축
- 1948년 9월 1일 개교
- 1949년 9월 30일 장선초등학교 승격 인가
- 1968년 11월 4일 군지정 연구발표회 개최
- 1993년 3월 1일 마동국민학교 장선분교 편입
- 1999년 3월 1일 폐교

## 동문
박술녀 한복 명장